# Miloșești
Miloșești è un comune della Romania di 2 904 abitanti, ubicato nel distretto di Ialomița, nella regione storica della Muntenia.
Il comune è formato dall'unione di 3 villaggi: Miloșești, Nicolești, Tovărășia.